# Eudoxia (namn)
Eudoxia (grekiska: Ευδοξία, Eudoxía), Eudokia och Eudocia (Ευδοκία, Eudokía) eller Evdokia är ett personnamn för kvinnor, med den ursprungliga betydelsen "goda gärningar" på grekiska. På slaviska språk finns fler varianter av namnet – östslaviska: Евдокия, Evdokija; Russian: Євдокія, Jevdokija. Namnet var som populärast i slutet av antiken och under medeltiden, särskilt i Östeuropa. Namnet används än idag, vanligen namngivna efter de helgon som har burit namnet. Manliga varianter av namnet finns som Eudoxus och Eudoxius. } Det fanns år 2015 inga personer som hade Eudoxia som förnamn i Sverige.
Namnsdag: Saknas

## Personer med namnet Eudoxia
- Eudoxia Borisovna Jusupova (1743–1780),  en hertiginna av Kurland
- Eudoxia av Kiev (1131–1187) en polsk furstinna, gift med hertig Mieszko III av Polen
- Eudoxia av Suzdal (Jevdokija Dmitrijevna), död 1407, en storfurstinna av Moskva och ett ortodoxt helgon
- Eudoxia Lopuchina (1669–1731),  en rysk kejsarinna (tsaritsa), gift med Peter den store
- Eudoxia Saburova (?–1620), en rysk kronprinsessa (tsetsarevna)
- Eudoxia av Bulgarien (1898–1985), en bulgarisk prinsessa

### Östromerska furstinnor
- Aelia Eudoxia (cirka 380–404, en östromersk kejsarinna, dotter till en frankisk hövding Bauto
- Aelia Eudocia (401–460, en östromersk kejsarinna, mor till Eudoxia Licinia
- Licinia Eudoxia (422–462), en romersk kejsarinna, gift med kejsare Valentinianus III och kejsare Petronius Maximus
- Eudocia (västromersk prinsessa) (439–466/474, dotter till den västromerske kejsaren Valentinianus III och Licinia Eudoxia och gift med de germanska vandalernas kung Hunerik
- Eudokia (bysantinsk kejsarinna, 600-talet), gift med kejsar Justinianus II
- Eudokia (bysantinsk kejsarinna, 700-talet), gift med kejsar Konstantin V
- Eudokia Makrembolitissa (1021–1096, en bysantinsk kejsarinna, gift med kejsarna Konstantin X och Romanos IV
- Eudokia Ingerina (cirka 840–882), en bysantinsk kejsarinna, mätress till kejsar Mikael III och gift med kejsar Basileios I
- Eudocia (bysantinsk prinsessa) – dotter till kejsar Alexios III (vars regering slutade 1203), förmäld med serbiske fursten Stefan Prvovenčani